# Paróquia Nossa Senhora Auxiliadora (Pará de Minas)
A Paróquia Nossa Senhora Auxiliadora  é uma circunscrição eclesiástica católica brasileira sediada no município de Pará de Minas, no interior do estado de Minas Gerais. Faz parte da Diocese de Divinópolis, estando situada na Forania Nossa Senhora da Piedade.
O surgimento da comunidade, inicialmente denominada Dom Bosco, devido ao nome do bairro, foi consolidado com a construção do chamado Salem, onde eram realizadas reuniões e, a partir de 10 de janeiro de 1978, as missas. Nesta mesma ocasião, juntaram-se esforços da população visando à construção de uma igreja e um lote foi adquirido. A pedra fundamental do templo foi lançada em 15 de julho de 1984 e em 18 de maio de 1985 foi realizada a primeira missa, levando à criação da Paróquia Nossa Senhora Auxiliadora em 17 de maio de 1986, desmembrada da Paróquia São Francisco de Assis.